# Eupithecia krampli
Eupithecia krampli es una especie de polilla de la familia Geometridae. La especie fue descrita por primera vez por András Mátyás Vojnits habiendo sido descrita en 1979, con distribución en China, especialmente la provincia de Yunnan, Sichuan y Birmania. El holotipo de la especie fue descrita en Lijiang, al norte de Yunnan y a una altitud de 4500 metros (14 763,8 pies).

## Descripción
La polilla es pequeña con alas angostas y puntiagudas. Sus alas son color grisácease con líneas transversales notorias y oblicuas mientras que las alas posteriores son de colores más blanquecinos. Tiene gran parecido con otra especie de la región, Eupithecia tenuisquama, del que se diferencia principalmente por su morfología genital. Deriva su nombre del entomólogo F. Krampl.